# South New Castle
South New Castle est un borough de Pennsylvanie, aux États-Unis. Lors du recensement de 2010, sa population s’élevait à 709 habitants. Superficie totale : 0,9 km2 (0,3 mi2).

## Source
- (en) Cet article est partiellement ou en totalité issu de l’article de Wikipédia en anglais intitulé « South New Castle, Pennsylvania » (voir la liste des auteurs).